# Harmanpreet Singh
Harmanpreet Singh, född den 6 januari 1996 i Amritsar, är en indisk landhockeyspelare.

## Karriär
Harmanpreet Singh har representerat Indien vid tre OS. Han ingick i det indiska landhockeylag som tog brons vid OS 2020 och vid OS 2024.